# Szilhet
Szilhet (bengáli nyelven: সিলেট, শিলহট্ট, angolul: Sylhet) Banglades ÉK-i részén, az azonos nevű körzet székhelye. Lakossága kb. 463 ezer fő az agglomerációé kb. 2,5 millió fő volt 2008-ban.  
Üzleti és kereskedelmi központ. A körzet a teaültetvényeiről ismert; Szilhet a bangladesi teaipar központja. 

## Nevezetes szülöttei
- Humayun Rasheed Choudhury (1928–2001), politikus
- Rani Hamid (* 1944), színész
- Runa Laila (* 1952), énekes

## Sport
Ahogy egész Bangladesben, Szilhetben is igen népszerű a krikett. Itt található a bangladesi Húsz20-as krikettbajnokság, a Bangladesh Premier League egyik csapatának, a Sylhet Strikersnek a székhelye.

## Fordítás
Ez a szócikk részben vagy egészben  a   Sylhet című angol Wikipédia-szócikk fordításán alapul.  Az eredeti cikk szerkesztőit annak laptörténete sorolja fel. Ez a jelzés csupán a megfogalmazás eredetét és a szerzői jogokat jelzi, nem szolgál a cikkben szereplő információk forrásmegjelöléseként.